# Torhamn
Torhamn – miejscowość (tätort) w Szwecji, w regionie administracyjnym (län) Blekinge, w gminie Karlskrona.
Według danych Szwedzkiego Urzędu Statystycznego liczba ludności wyniosła: 559 (31 grudnia 2015), 570 (31 grudnia 2018) i 562 (31 grudnia 2019).